# Heroes of Might and Magic: Quest for the Dragon Bone Staff
Heroes of Might and Magic: Quest for the Dragon Bone Staff est un jeu vidéo de stratégie au tour par tour développé par New World Computing et édité par The 3DO Company, sorti en 2001 sur PlayStation 2.

## Accueil
- Jeuxvideo.com : 6/20[1]